# Susanne Kramarz-Bein
Susanne Kramarz-Bein (* 4. Februar 1959 in Siegen als Susanne Kramarz) ist eine deutsche Skandinavistin und Hochschullehrerin im Ruhestand.

## Werdegang und Tätigkeit
Sie studierte von 1978 bis 1985 Katholische Theologie, Germanistik und Skandinavistik an den Universitäten Bonn, Bergen und Oslo als Stipendiatin der Konrad-Adenauer-Stiftung. 1990 legte sie an der Rheinischen Friedrich-Wilhelms-Universität Bonn ihre Dissertation unter Betreuung von Heiko Uecker vor. 1997 folgte ebenfalls in Bonn die Habilitation am Lehrstuhl von Heinrich Beck. Im gleichen Jahr nahm sie einen Ruf an die Ruhr-Universität Bochum an, wechselte jedoch bereits im Jahr darauf an das Institut für Nordische Philologie der Westfälischen Wilhelms-Universität Münster, dessen geschäftsführende Direktorin sie seither bis zum Ende des Wintersemesters 2021/2022 war.
Im Jahr 2006 wurde sie zum Mitglied der Norwegischen Akademie der Wissenschaften ernannt. Sie war als Gutachterin unter anderem für den DAAD, die Studienstiftung des deutschen Volkes sowie mehrere Fachzeitschriften tätig und wirkte am DFG-Sonderforschungsbereich 496 als Betreuerin und Gutachterin. Sie ist Mitherausgeberin der Buchreihe „Skandinavistik. Sprache – Literatur – Kultur“.

## Arbeitsschwerpunkte
Kramarz-Bein forscht und lehrte sowohl im Bereich der Neueren skandinavischen Literaturwissenschaft als auch in der skandinavistischen Mediävistik. Ihre Forschungsschwerpunkte liegen in der Epoche der Romantik und dem skandinavischen Modernen Durchbruch des 19. Jahrhunderts sowie kontinental-skandinavischen Literaturbeziehungen im Mittelalter und der höfischen Literatur des norwegischen Mittelalters. Weitere Schwerpunkte bewegen sich im Bereich der Geschichte der Kindheit in der neueren skandinavischen Literatur, der altnordischen Dietrich- und Artusepik sowie der Erforschung von Netzwerkphänomenen in den Literaturen Skandinaviens und Europas. Kramarz-Bein gilt international als eine der besten Kennerinnen der altnorwegischen Þiðreks saga.

## Privates
Sie ist verheiratet mit dem Germanisten Thomas Bein. Das Ehepaar hat einen Sohn.

## Werke (Auswahl)
- Eyolf. Kinder und Kinderschicksale im Werk Henrik Ibsens. Frankfurt/Main u. a. 1990 (= Texte und Untersuchungen zur Germanistik und Skandinavistik 24).
- Die Þiðreks saga im Kontext der altnorwegischen Literatur. Tübingen, Basel 2002 (= BNP 33).
- (Hg.): Hansische Literaturbeziehungen. Das Beispiel der Þiðreks saga und verwandter Literatur. Berlin, New York 1996 (= Ergänzungsbände zum RGA 14).
- (Hg.): Neue Ansätze in der Mittelalterphilologie / Nye veier i middelalderfilologien. Akten der skandinavistischen Arbeitstagung in Münster vom 24.-26. Oktober 2002. Frankfurt/Main u. a. 2005 (= Texte und Untersuchungen zur Germanistik und Skandinavistik 55).
- (Hgg. gemeinsam mit Karin Hoff u. a.): Poetik und Gedächtnis. Festschrift für Heiko Uecker zum 65. Geburtstag. Frankfurt/Main u. a. 2004 (= Beiträge zur Skandinavistik 17).
- (Hgg. gemeinsam mit Jürg Glauser): Rittersagas. Übersetzung – Überlieferung – Transmission. Tübingen, Basel 2007.